# Dragoș Grigore
Dragoș Grigore (ur. 7 września 1986 w Vaslui) – piłkarz rumuński występujący na pozycji środkowego obrońcy lub defensywnego pomocnika. Od 2021 roku jest zawodnikiem rumuńskiego klubu Rapid Bukareszt.

## Kariera klubowa
Swoją karierę piłkarską Grigore rozpoczynał w klubie LPS Vaslui. Następnie w 2005 roku został zawodnikiem klubu FCM Huși. W sezonie 2005/2006 grał w nim w trzeciej lidze rumuńskiej. W 2006 roku odszedł do CFR Timișoara i przez dwa lata występował w jego barwach w rozgrywkach drugiej ligi Rumunii.
Latem 2008 Grigore przeszedł do Dinama Bukareszt. W pierwszej lidze rumuńskiej zadebiutował 22 listopada 2008 w przegranym 0:2 wyjazdowym meczu z FC Brașov. W sezonie 2011/2012 zdobył z Dinamem Puchar Rumunii, a latem 2012 sięgnął po Superpuchar Rumunii.
13 czerwca 2014 roku podpisał kontrakt z Toulouse FC. Po zaledwie roku spędzonym we Francji został wypożyczony do katarskiego klubu Al-Sailiya. Katarczycy byli zadowoleni z gry rumuńskiego zawodnika i po sezonie na wypożyczeniu zdecydowali się pozyskać go na stałe i podpisać z nim dwuletni kontrakt.
Po wygaśnięciu umowy w Katarze wrócił do Europy i związał się umową z Łudogorcem Razgrad. W Bułgarii dwukrotnie wywalczył mistrzostwo kraju, a raz także Superpuchar Bułgarii.
| Sezon   | Klub                | Kraj     | Rozgrywki          | Mecze | Bramki | Rozgrywki Europy | Mecze | Bramki |
| ------- | ------------------- | -------- | ------------------ | ----- | ------ | ---------------- | ----- | ------ |
| 2006/07 | FCM Huși            | Rumunia  | Liga III           | ?     | ?      | -                | -     | -      |
| 2006/07 | CFR Timișoara       | Rumunia  | Liga II            | 27    | 2      | -                | -     | -      |
| 2007/08 | CFR Timișoara       | Rumunia  | Liga II            | 15    | 0      | -                | -     | -      |
| 2008/09 | Dinamo Bukareszt    | Rumunia  | Liga I             | 2     | 0      | -                | -     | -      |
| 2008/09 | Dinamo II Bukareszt | Rumunia  | Liga II            | 18    | 0      | -                | -     | -      |
| 2009/10 | Dinamo Bukareszt    | Rumunia  | Liga I             | 12    | 0      | Liga Europy UEFA | 2     | 0      |
| 2009/10 | Dinamo II Bukareszt | Rumunia  | Liga II            | 4     | 0      | -                | -     | -      |
| 2010/11 | Dinamo Bukareszt    | Rumunia  | Liga I             | 20    | 1      | -                | -     | -      |
| 2010/11 | Dinamo II Bukareszt | Rumunia  | Liga II            | 5     | 0      | -                | -     | -      |
| 2011/12 | Dinamo Bukareszt    | Rumunia  | Liga I             | 29    | 1      | Liga Europy UEFA | 1     | 0      |
| 2012/13 | Dinamo Bukareszt    | Rumunia  | Liga I             | 32    | 1      | Liga Europy UEFA | 2     | 0      |
| 2013/14 | Dinamo Bukareszt    | Rumunia  | Liga I             | 31    | 6      | -                | -     | -      |
| 2014/15 | Toulouse FC         | Francja  | Ligue 1            | 27    | 0      | -                | -     | -      |
| 2015/16 | Al-Sailiya          | Katar    | Qatar Stars League | 21    | 1      | -                | -     | -      |
| 2016/17 | Al-Sailiya          | Katar    | Qatar Stars League | 24    | 2      | -                | -     | -      |
| 2017/18 | Al-Sailiya          | Katar    | Qatar Stars League | 19    | 2      | -                | -     | -      |
| 2018/19 | Łudogorec Razgrad   | Bułgaria | Pyrwa PFL          | 12    | 4      | -                | -     | -      |
| 2019/20 | Łudogorec Razgrad   | Bułgaria | Pyrwa PFL          | 17    | 0      | Liga Europy UEFA | 8     | 0      |

Stan na: koniec sezonu 2019/2020.

## Kariera reprezentacyjna
W reprezentacji Rumunii Grigore zadebiutował 29 lutego 2011 w zremisowanym 1:1 towarzyskim meczu z Cyprem, rozegranym w Paralimni. 
W 2016 roku znalazł się w kadrze, która pojechała na turniej Euro 2016. Na turnieju zagrał we wszystkich trzech spotkaniach fazy grupowej, jednak Rumunia nie awansowała do kolejnej fazy.
7 września 2020 roku podczas meczu Ligi Narodów zdobył swoją pierwszą bramkę w kadrze w meczu przeciwko Austrii.

## Sukcesy
Dinamo Bukareszt
- Puchar Rumunii (1): 2012
- Superpucharu Rumunii (1): 2012

Łudogorec Razgrad
- Mistrzostwo Bułgarii (2): 2018/2019, 2019/2020
- Superpuchar Bułgarii (1): 2019